# 洪海
洪海（英语：Hai），中国纪录片制片人、投资人及作家，时代纪录影视有限公司创始人。

## 职业生涯
洪海毕业于浙江传媒学院，后赴美国加州大学伯克利分校、哈佛大学担任访问学者，2019在哈佛商学院进修OPM项目。
洪海的职业生涯始于中国电视行业，早期曾参与电视剧《大宅门》的制作，担任副导演。2001年，他创立了时代纪录影视有限公司。洪海曾两次登顶珠穆朗玛峰，是第一个分别从南北坡登顶珠峰，并在海拔最高的地方完成单人电视直播工作的中国影视人。
随后，他转向纪录片制作。他作为投资人和联合制片人参与的纪录片《大同》（The Chinese Mayor）获2015年美国圣丹斯电影节评委会大奖、台湾金马奖最佳纪录片；制作的纪录片《遵道》获2016年美国休斯顿电影节雷米纪录片金奖；2022年制作的《每个人都了不起》获得第12届中国国际新媒体短片节最佳纪实短片。
2024年，洪海担任总制片人并投资制作的“读懂中国”系列纪录片《An Exchange on China》在Discovery频道播出，该作品在第45届美国“泰利奖”(The Telly Awards)中获得纪录片类银奖，并因其国际化视角与电影化的呈现手法而受到关注。
除影视制作外，他还主导设计了KanDao 360°影像产品，该产品获得CES美国拉斯维加斯国际消费电子展2020年度创新奖、德国红点设计大奖。他亦是三项视频处理技术、装置与设备中国专利的发明人。

## 出版作品
洪海已出版十余部作品，以人物传记为主。其中，他与中信出版社、商务印书馆合作推出的《时代纪录》MOOK（Magazine & Book）系列，以图、文、视频结合的“纸上纪录片”形式，自2021年起每年推出一辑，聚焦十位科技、商业、人文、艺术四大领域中的关键人物故事。
此外，他还出版有《哈佛中国人》、《王石说》、《褚时健说》、《移民与海》、《滨海深圳》等作品。